# Fred Fish
Pour les articles homonymes, voir Fish.

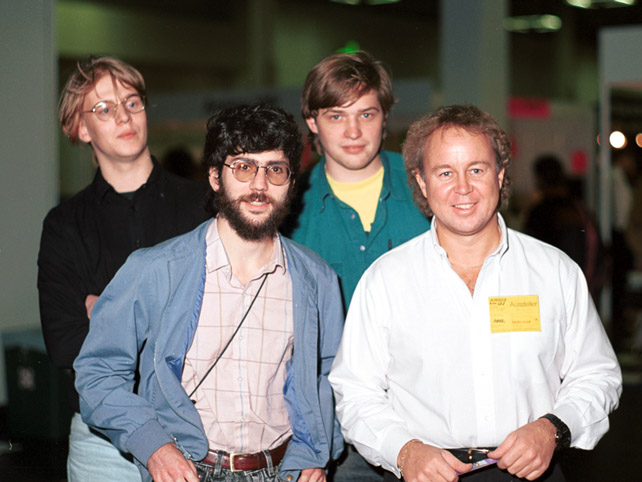
Image prise pendant le premier salon Amiga show à Cologne (1989, Köln, Deutschland).

Fred Fish (né le 4 novembre 1952, décédé le 20 avril 2007 en Idaho) était un développeur reconnu pour son travail sur GNU Debugger et pour sa collection de disquettes Fish de freeware pour Amiga. Il était l'une des personnalités pionnières de la communauté Amiga.

## Biographie
Les disquettes Fish (Fish Disks, terme inventé par Perry Kivolowitz (en) à un rassemblement du Jersey Amiga User Group) devinrent rapidement le premier point de ralliement américain pour la communauté, une espèce de système de distribution postal primitif.
Fish envoyait ses disquettes un peu partout autour de la planète de manière que les groupes d'utilisateurs locaux et nationaux puissent les dupliquer pour les utilisateurs finaux. Généralement, seuls les coûts des supports vierges (disquettes) étaient demandés donc le prix était très compétitif pour l'époque.
La série de disquettes Fish a été distribuée de 1986 à 1994 (Fish Disks no 1 à 1100). À travers elle, on pouvait suivre régulièrement l'enrichissement et l'amélioration des logiciels Amiga et déceler l'émergence de nombreuses tendances modernes du développement logiciel.
Les disquettes Fish (Fish Disks) étaient alors distribuées dans les magasins informatiques et auprès des clubs utilisateurs de Commodore Amiga. Les contributeurs soumettaient leurs applications et codes source, les meilleurs de chaque mois étaient ensuite sélectionnés et distribués sous forme de disquette.
Comme à l'époque, l'Internet n'était pas encore aisément accessible en dehors des milieux militaires et universitaires, c'était un moyen très simple pour les enthousiastes de partager travaux et idées. Il était aussi à la base du projet « GeekGadgets », un environnement GNU standard pour AmigaOS et BeOS.